# Mississippi Burning
Mississippi Burning (en español: Mississippi en llamas o Arde Mississippi) es una película estadounidense dramática de 1988, dirigida por Alan Parker. Es protagonizada por Gene Hackman, Willem Dafoe, Frances McDormand, Brad Dourif, Michael Rooker, Stephen Tobolowsky y R. Lee Ermey. La película está inspirada en una historia real, concretamente en el asesinato de activistas pro derechos civiles, que ocurrió en 1964.

## Argumento
En 1964, en el pequeño pueblo de Jessup del estado sureño de Misisipi en los Estados Unidos, donde todavía impera el racismo, desaparecen tres activistas por los derechos civiles que luchan por los derechos de igualdad de voto ante las urnas en ese sitio. Dos de ellos son judíos de raza blanca y el tercero es afrodescendiente. El FBI envía a dos agentes para que investiguen el caso. Uno de ellos es Alan Ward, que procede del norte y es liberal, y el segundo es Rupert Anderson, exsheriff de un pueblo de Misisipi, un hombre cínico que conoce la sociedad sureña. Cada uno de ellos tiene su propia idea de cómo solucionar este asunto, y juntos chocan contra un muro de silencio y de prejuicios raciales por parte de la población local y algunos miembros del Ku Klux Klan. 
Pronto descubren que los tres activistas fueron asesinados y por ello deben encontrar sus cadáveres y castigar a los culpables en medio de una espiral de violencia e intimidación desatada por el Ku Klux Klan en ese lugar a causa de la investigación. Para ello reciben ayuda adicional por parte del FBI en medio de una amplia cobertura mediática que la prensa hace sobre este caso. Finalmente descubren los cadáveres y además descubren, que el Ku Klux Klan y su líder lo hicieron con la ayuda de miembros de la policía local, incluido el sheriff, que también son miembros de la organización. 
Por ello tienen ahora el trabajo de conseguir las pruebas para detenerlos y que sean juzgados en un tribunal federal, ya que el racismo impediría que fuesen juzgados localmente. Raptan para ello al alcalde, que sabe lo ocurrido, para conseguir los detalles, que él por temor a recibir agresiones les proporciona. Luego siembran la discordia entre los autores del crimen utilizando esos detalles para ello para que uno de ellos esté dispuesto a colaborar. Finalmente consiguen una grabación comprometedora  y consiguen además que uno confiese. 
Todos excepto el sheriff, que pudo crear una coartada, son condenados por el crimen con penas de entre 3 y 10 años por violación de derechos civiles. Finalmente el alcalde se suicida cuando iban a arrestarlo por complicidad en el crimen, ya que sabía lo que ocurría desde el comienzo y no hizo nada a pesar de que hubiese podido hacer algo despidiendo para ello a los policías involucrados antes del crimen por ser miembros del Klan.

## Elenco
- Gene Hackman como el agente Rupert Anderson.
- Willem Dafoe como el agente Alan Ward.
- Frances McDormand como la Sra. Pell
- Brad Dourif como el alguacil Clinton Pell.
- Gailard Sartain como el sheriff Ray Stuckey.
- R. Lee Ermey como el alcalde Tilman.
- Stephen Tobolowsky como Clayton Townley.
- Michael Rooker como Frank Bailey.
- Pruitt Taylor Vince como Lester Cowens.
- Badja Djola como el agente Monk.
- Kevin Dunn como el agente Bird.
- Tobin Bell como el agente Stokes.

## Producción
La película fue rodada entre el 7 de marzo y el 14 de mayo de 1988 en Misisipi, Estados Unidos. Las tomas interiores de la oficina del Sheriff, la sala de audiencias, y las escaleras de la sala del tribunal fueron filmadas en el antiguo palacio de justicia del Condado de Carroll en ese estado, que fue posteriormente demolido por estar en mal estado.

## Recepción
La película se estrenó en los Estados Unidos el 9 de diciembre de 1988 y se estrenó en España el 17 de marzo de 1989.  Según Decine21, la película fue dirigida con sobriedad. Adicionalmente la película mantiene la tensión en todo momento y consigue implicar al espectador en la acción. Finalmente, en su opinión, la interpretación de Gene Hackman fue soberbia.

## Premios
- Ganadora del premio Óscar 1989 a la Mejor fotografía, y candidata a 6 premios más.
- Ganadora del premio BAFTA 1990 a la Mejor fotografía, al mejor montaje y al mejor sonido, y candidata a 2 premios más.
- Ganadora del premio Oso de Plata del Festival Internacional de Cine de Berlín 1990, al mejor actor (Gene Hackman).[3]